# Elisabeth Engelhardt
Maria Elisabeth Engelhardt (* 11. März 1925 in Leerstetten, jetzt Schwanstetten; † 8. August 1978 ebenda) war eine deutsche Schriftstellerin, Malerin und Dekorationsnäherin.

## Leben
Elisabeth Engelhardt wuchs als eines von fünf Kindern einer Bauernfamilie in Leerstetten bei Nürnberg auf. Schon früh wurde ihre außergewöhnliche sprachliche und künstlerische Begabung erkannt und ihre Eltern ermöglichten ihr nach der Volksschule den Besuch des Gymnasiums in Schwabach. Doch schon nach einem halben Jahr musste sie dieses wegen einer Schwäche in Mathematik wieder verlassen und wurde von ihren Eltern auf die kaufmännische Schule in Nürnberg geschickt. Nach ihrem Pflichtjahr beim Reichsarbeitsdienst absolvierte sie die Haushaltungsschule in Roth.
1942 beschritt sie eine Ausbildung zur Luftwaffenhelferin und wurde anschließend als Funkerin in Hamburg eingesetzt. Gegen Ende des Zweiten Weltkriegs geriet sie in britische Kriegsgefangenschaft, aus der sie im Juli 1945 nach Leerstetten zurückkehrte. Dort absolvierte sie eine Ausbildung zur Kunstmalerin und war ab 1948 sporadisch im Malersaal der städtischen Bühnen Nürnbergs beschäftigt und wurde 1955 fest als Dekorationsnäherin angestellt. Nach der täglichen Arbeit widmete sie sich der Schriftstellerei.
Zwischen 1950 und 1962 sammelte sie Impressionen durch Reisen in fast alle europäischen Länder. Nach Jahren des literarischen Misserfolgs veröffentlichte 1964 der Zürcher Flamberg-Verlag ihren Roman „Feuer heilt“. Die Resonanz der Kritiker auf ihren Erstlingsroman war durchweg positiv und ihr gelang der Durchbruch, auch wenn der Publikumserfolg relativ mäßig ausfiel. Im Laufe der nächsten Jahre publizierte sie mehrere Schriften, Bücher und Rundfunkbeiträge. 1967 erhielt sie den Förderpreis der Stadt Nürnberg. Ab 1965 hatte sie Kontakt zur Dortmunder Gruppe 61, von der sie 1969 ihren Abschied verkündete. 1972 schloss sie sich dem Verband Fränkischer Schriftsteller an.
1977 wurde bei ihr ein Gehirntumor diagnostiziert, an dessen Folgen sie im August 1978 starb.

## Literarische Leistung
Ihre Romane sind bis heute nur einem relativ kleinen Publikum bekannt.
Elisabeth Engelhardt perfektioniert als Autodidaktin einen weitgehend interpunktionslosen Stil. Sie verarbeitet in ihrer Werken, was sie äußerlich und innerlich wahrnimmt. Ihr Roman Feuer heilt handelt von einer Hexenverbrennung und thematisiert die selbst erlebte Rolle einer Außenseiterin. Ein deutsches Dorf in Bayern spielt in ihrem Heimatort Schwanstetten; sie schildert die raschen Umbrüche der Siedlungspolitik der 1960er und 1970er Jahre mit ihren Folgen für die Sozial- und Infrastruktur. Zuweilen surrealistische Elemente geben ihren Texten Reiz und heben sie von rein beschreibender Literatur ab.

## Auszeichnungen und Ehrungen
- 1966 Förder-Preis der Stadt Nürnberg.
- 1979 Schwanstetten widmet ihr eine Gemeindestraße.
- Seit 1997 wird ihr zu Ehren alle drei Jahre der Elisabeth-Engelhardt-Literaturpreis verliehen.

## Werke
- Feuer heilt. Roman. Zürich 1964
- Eine Stadt wie jede andere. Nürnberg aus der Perspektive einer Pendlerin. Rundfunkbeitrag, Bayerischer Rundfunk 1967
- Und Idas Thränen fließen in die Tasse. Erzählungen. Düsseldorf 1970
- Schwabach, Rundfunkbeitrag, Bayerischer Rundfunk 1971
- Johanna geht. Erzählungen. Nürnberg 1972
- Ein deutsches Dorf in Bayern. Roman. Wuppertal 1974
- Die Försterevi. Volksstück in fünf Akten. Mittenwald 1974
- Ländliches Franken, Rundfunkbeitrag, Bayerischer Rundfunk 1975
- Trümmerzeit auf dem Lande, Rundfunkbeitrag, Bayerischer Rundfunk 1977
- Zwischen 6 und 6. Erzählungen. München und Bad Windsheim, 1982, Postum Hrsg. Inge Meidinger-Geise